# Mimusops antongilensis
Mimusops antongilensis är en tvåhjärtbladig växtart som beskrevs av Aubrev. Mimusops antongilensis ingår i släktet Mimusops och familjen Sapotaceae. Inga underarter finns listade i Catalogue of Life.